# Rino Ferrari
Rino Ferrari (Paderno Ponchielli, 3 ottobre 1911 – Cremona, 15 luglio 1986) è stato un pittore, illustratore e scultore italiano.
Esponente della corrente del Surrealismo italiano, ha collaborato con la rivista francese Radar e ha illustrato molte copertine della Domenica del Corriere, del Marc'Aurelio e della Tribuna Illustrata oltre alle pagine delle Fiabe sonore con lo pseudonimo di Ferri.

## Biografia

### Infanzia e Studi
Rino Ferrari nasce il 3 ottobre 1911 a Paderno Ponchielli. Nasce in una famiglia di artisti Cremonesi tra i quali il nonno pittore, il fratello maggiore violoncellista ed i due fratelli minori diplomandoti in pianoforte al conservatorio di Cremona. Rino stesso, talentuoso fin dalla giovinezza nell'arte pittorica, impara l'uso del violino che accompagna tutta la sua carriera artistica. Dopo aver frequentato le scuole nel paese natale, Rino Ferrari si trasferisce a Milano dove si diploma in scultura nel 1933 all'Accademia di Belle Arti di Brera. Qui ha come insegnanti illustri Adolfo Wildt, Vitaliano Marchini e Francesco Messina tre noti scultore del panorama artistico milanese del ventesimo secolo.

### I primi incarichi
Nel 1937 si sposta a Roma dove partecipa l'anno successivo come collaboratore all'esposizione d'arte internazionale E42. L'esposizione universale di Roma purtroppo non avrà luogo, viene sospesa per dedicare risorse al conflitto mondiale ma Ferrari, entrato a contatto con gli artisti della capitale, inizia una nuova collaborazione con alcuni registi di Cinecittà dove realizza parecchi ritratti di attrici e attori e prepara i manifesti di alcuni film. Tra le sue opere figurano i manifesti italiani delle pellicole Noi vivi, Addio Kira!, Ombre rosse e I due Foscari.
Grazie alla sua esperienza romana a Cinecittà entra in contatto col mondo del giornalismo e viene assunto come vignettista dalla rivista satirica Marc'Aurelio e da Tribuna Illustrata per le quali compone vignette ed è spesso autore della copertine.  Collabora con le redazioni di questi sue settimanali dal 1942 al 1943.
Nel 1943, con lo scoppio della guerra, Ferrari viene arruolato nella fanteria e il Ministero della marina lo incarica di aiutare il processo di reclutamento sfruttando le sue doti artistiche. Illustrerà molte delle cartoline Leva del mare ancora collezionate dagli amanti delle memorabilia storiche.
Ammalatosi gravemente viene congedato e torna a Cremona dove, durante l'invasione tedesca, partecipa brevemente alla resistenza.

### L'illustrazione
Al termine della guerra, nel 1945 viene contattato dai redattori de La Domenica del Corriere e, nell'anno seguente sostituisce il vignettista Walter Molino. Il suo incarico è quello di illustrare la cronaca della settimana con opere inedite che arricchiscano la seconda copertina e l'ultima pagina. Il settimanale lo riconfermerà come vignettista anche dopo il ritorno di Walter Molino.
Nel giugno del 1949 Ferrari inizia un tour dei più eminenti musei d'Europa, da Parigi a Londra a Bruges, e le opere che visiona di persona influenzeranno molto il suo successivo stile pittorico. Lo stesso anno viene assunto a Parigi dal settimanale Radar, una rivista pubblicata dall'editore Nuit et Jour che diverrà molto in voga di in Francia proprio grazie alle sue copertine.
Nonostante i suoi impegni oltralpe, Ferrari continua a pubblicare sia su La Domenica del Corriere che con Éditions Imperia di Lione illustrando fumetti e vignette, scene quotidiane e di guerra.  Nel 1959 al termine del suo contratto con la rivista Radar Ferrari viene contattato da Cino Del Duca, editore che gli commissiona prima le copertina della rivista Lui e quindi alcune vignette interne del Nous Deux, un noto settimanale francese.
Sempre grazie a Cino Del Duca che collabora in Italia con i Fratelli Fabbri Editori ha quindi illustrando, firmandosi Ferri, le pubblicazioni cartacee che accompagnavano i dischi a quarantacinque giri intitolati Fiabe sonore, una raccolta di fiabe per bambini interpretate da Silverio Pisu e precedute dal motivetto del Quartetto Radar A mille ce n'è...
Nel 1970 Ferrari comincia ad approntare le illustrazioni per una edizioni speciale de La Légende vdes Siècles di Victor Hugo in tre volumi per l'editore Arts et couleurs di Monaco che sarà presentata al IV Festival internazionale del Libro di Nizza nel maggio 1972.
La collaborazione con i Fratelli Fabbri e con le edizioni Imperia terminerà nel 1976, anno in cui deciderà di abbandonare completamente l'illustrazione per dedicarsi definitivamente alla sua carriera di pittore e scultore Surrealista.

### La carriera artistica
Fin dagli inizi degli anni sessanta, la carriera di illustratore comincia a star stretta ad un artista eclettico e creativo del suo calibro. Attorniato nella letteratura e nelle arti dal nuovo ambiente surrealista che spopola nell'Europa del dopo guerra decide, grazie anche alla spinta della moglie Giulia, di accantonare la carriera di illustratore ed il ritrattismo per dedicarsi a temi spirituali. Inizia la sua nuova carriera di pittore con una prima serie di dipinti a tema religioso esposti alla Biennale d'Arte Sacra all'Angelicus di Milano alle quali seguiranno le sue prime opere di stampo surrealista quali Gli Eremiti 1961, Il sasso e il corvo 1962, La Psicanalisi 1969 e Cronos 1969.
Tra il 1962 e il 1966 avvia il suo primo grande progetto che lo porterà alla ribalta. In quei primi anni del dopo guerra c'è molta clamore attorno all'arte simbolica: Rino Ferrari quindi si dedica ad illustrare un ciclo di opere dedicate all'Inferno di Dante, tema per il quale si avvale anche del competente aiuto della moglie Giulia. Questo ciclo di opere esposte nei musei di tutta Europa ha guadagnato a Rino Ferrari un posto tra i grandi maestri del Surrealismo Italiano, attirando l'attenzione di suoi contemporanei illustri quali il professor Luigi Ferrarino, direttore dell'Istituto Italiano di Cultura di Madrid, Juan Antonio Gaja Nuño ed il celebre scrittore Dino Buzzati il quale ha voluto lodare le sue opere presentando con un articolo sul Corriere la mostra di Milano del 1966.
Nel 1964 dipinge le prime sette tavole dedicate ai Sette vizi capitali L'Avarizia: il malloppo, L'Orgoglio: Babele, La Lussuria: La dama e il liocorno, La collera: Il ciclope, La Gola: Ciacco, L'Invidia: Il nido di vipere e per finire L'Accidia: la vergine folle; di queste opere il critico d'arte George Waldemar scrive presentando la mostra di Parigi del 1967 "Ferrari manipola e modella la vastità come materia duttile... Noi assistiamo senza rendercene conto ad un cambiamento di forme sconcertante ed inusitato... L'orgoglio riveste l'aspetto di un uomo in cui non sussistono che le braccia e le gambe, il corpo è una Torre di Babele. Un vegliardo che non è che un sacco nero riempito di Luigi d'oro, simbolo dell'avarizia."
Di questo ciclo esistono svariate copie posteriori autografe delle quali, scrive nel 1967 il Ferrari al suo amico e mecenate Piero Capelli al termine della mostra di Parigi: 
(Lettera autografa dell'autore - Collezione Piero Capelli - Collezione Privata)
Nel 1967 iniziò un ciclo di dipinti ispirati all'Apocalisse di Giovanni tra cui spiccano I quattro cavalli dell'apocalisse, Babilonia e Le Bestie.
A metà degli anni '70 si dedica ad una serie di opere sia pittoriche che scultoree dedicate ai grandi compositori cremonesi, in particolar modo Amilcare Ponchielli e Claudio Monteverdi.
Nel corso degli anni Ferrari si dedica con successo anche alla litografia realizzando alcune serie di opere ispirate ai suoi dipinti come Apocalisse e Nus de l'Enfer oltre che all'arte della scultura e della medaglistica. Nel 1975 per i Fratelli Fabbri realizza con l'aiuto di Numiversal e di Lorioli quaranta medaglie dedicate alla Bibbia, oltre ad innumerevoli altre medaglie commemorative tra le quali una medaglia con l'effige di Bartolomeo Colleoni per il Circolo Numismatico Bergamasco e svariate medaglie per liutai e compositori illustri per il Comune di Cremona.

## Cronologia delle mostre
- 1963 - La prima esposizione delle opere pittoriche di Rino Ferrari avviene a Milano, alla Biennale di Arte Sacra all'Angelicum dove vengono esposte La Passione, Il Pane e Mater Christi
- 1964 - Mostra personale al Palazzo dell'Arte di Cremona a cura del Gruppo Artistico Leonardo
- 1964 - Mostra personale Galleria Della Torre a Bergamo: pitture a olio di soggetto religioso, i vizi capitali, ritratti.
- 1965 - Le tavole dell'Inferno in mostra per il 700º anniversario della nascita di Dante Alighieri, a Bergamo, presso la Galleria Della Torre.
- 1966 - Le tavole dell'Inferno esposte alla Galleria Gussoni di Milano
- 1966 - Le tavole dell'Inferno esposte a Madrid, Presso la Biblioteca Nazionale, su invito dell'Istituto Italiano di Cultura.
- 1967 - Le tavole dell'Inferno esposte a Parigi, alla galleria André Weil.
- 1969 - L'Apocalisse di San Giovanni esposte nel dicembre del 1969 alla galleria André Weil a Parigi
- 1971 - L'Apocalisse di San Giovanni  nella mostra allestita nel novembre del 1971 a Bergamo presso il Centro culturale San Bartolomeo.
- 1972 - Le tavole dell'Inferno e 18 tavole a olio, intitolate “I testimoni dei tempi” esposte al 4º Festival Internazionale del Libro di Nizza
- 1977 -  Il cantico e noi è il titolo dell'esposizione nel Sacro Convento della Basilica di San Francesco ad Assisi,in occasione della celebrazione del 750º anniversario della morte del Santo.
- 1982 -  Acquerelli dedicati a Lourdes, a Bernadette e ai costumi francesi della seconda metà del XIX secolo esposti a Bergamo
- 1982 - Nature morte, paesaggi a tempera, e soprattutto acquerelli, oli, sculture ispirati ai cavalli, animali vengono esposte nel 1982 e nel 1983 nei padiglioni della Fiera di Verona e a Cremona alla Galleria Nevart.
- 2015 - Rino Ferrari - Inferi opere inedite in mostra a 750 anni dalla nascita di Dante Alighieri a Bergamo ad opera della Fondazione Credito Bergamasco e dell'Ateneo di Scienze, Lettere e Arti di Bergamo.[4]